# Dionis Bubani
Dionis Bubani (ur. 18 września 1926 w Bukareszcie  – zm. 10 lutego 2006 w Tiranie) – albański pisarz, dziennikarz i tłumacz.

## Życiorys
Był synem Gjergji Bubaniego, tłumacza, wydawcy i dziennikarza, który w młodości wyemigrował z albańskiej Boboshticy do Rumunii. Dionis po ukończeniu szkoły w Bukareszcie, w latach 1932-1933 wydawał w Konstancy gazetę "Kosova". Do Albanii przyjechał wraz z rodziną w roku 1939. Po przejęciu władzy przez komunistów w 1944 aresztowano jego ojca, a Dionis chcąc utrzymać rodzinę podjął pracę w zakładzie produkującym rowery, a następnie sprzedawał papierosy na ulicach Tirany by wreszcie uzyskać posadę urzędnika niskiej rangi w ministerstwie spraw zagranicznych.
Od 1946 r. powrócił do pisania artykułów. Współpracował z czasopismami: Letrari i ri (Nowa literatura) i Rinia (Młodzież), a wreszcie związał się na dłużej z humorystycznym pismem Hosteni. W piśmie kierował działem kulturalnym, ale także pisał felietony pod pseudonimem Ionis.
Ukończył studia filologiczne na Uniwersytecie Tirańskim. Pisał artykuły, eseje, książki dla dzieci, teksty komediowe i teksty piosenek. Do jego tekstów sięgali wielokrotnie albańscy artyści estradowi. Był tłumaczem dzieł literatury albańskiej na język rumuński (poezja Lasgusha Poradeciego), ale także tłumaczem z języka rumuńskiego na albański (m.in. dzieła Aurelii Marinescu i antologia poezji rumuńskiej).

## Utwory komediowe
- Armiku i grave (Wróg kobiet)
- Bileta e llotarisë (Los z loterii)
- Kandidati i shkencave, (Kandydat nauk)
- Milioner pa asnjë kacidhë (libretto)
- Zarf i hapur (Otwarta koperta)
- Skena dhe prapaskena (pamflety).